# Merj Exchange Limited
Merj Exchange Limited (MERJ), est une plateforme financière mondiale multi-marchés basée aux Seychelles. 
MERJ propose une plateforme de cotation et de négociation de divers instruments financiers, notamment : Actions, Dette, Dérivés, Jetons de titres, Actifs numériques, Instruments hybrides. Elle prend en charge le règlement multidevises des principales monnaies fiduciaires, des stablecoins et des principales cryptomonnaies. MERJ est un pionnier de l'utilisation de la technologie blockchain pour les marchés réglementés, visant à faciliter les marchés primaires et secondaires des titres traditionnels et tokenisés.

## Histoire
Anciennement connue sous le nom de Trop-X, elle a été constituée en 2011 et a été lancée en 2012.
En août 2019, MERJ Exchange est entré dans l'histoire en listant ses propres actions sous forme de titres tokenisés sur sa bourse, la propriété étant enregistrée sur la blockchain Ethereum.
En septembre 2019, après l'auto-cotation, MERJ a lancé une introduction en bourse (IPO) de ses actions tokenisées, ouverte aux investisseurs mondiaux,.